# Wołodymyr Haszczyn
Wołodymyr Wołodymyrowycz Haszczyn (ukr. Володимир Володимирович Гащин, ros. Владимир Владимирович Гащин, Władimir Władimirowicz Haszczin; ur. 2 stycznia 1972) – ukraiński piłkarz, grający na pozycji pomocnika, a wcześniej obrońcy i napastnika.

## Kariera piłkarska

### Kariera klubowa
Wychowanek Internatu Sportowego w Kijowie. W 1988 rozpoczął karierę piłkarską w miejscowym klubie Torpedo Łuck, do którego zaprosił go trener Witalij Kwarciany. W 1990 został piłkarzem Dynama Kijów, ale nie potrafił przebić się do pierwszej jedenastki dlatego następnego sezonu bronił barw SKA Kijów. W 1992 powrócił do Wołyni. Latem 1993 wyjechał do Polski, gdzie go również zaprosił trener KSZO Ostrowiec Świętokrzyski Kwarciany. W rundzie wiosennej sezonu 1995/96 wrócił do Wołyni, którą już prowadził ponownie Kwarciany. Na początku 1997 przeszedł do Dnipra Dniepropetrowsk, ale nieczęsto występował w podstawowym składzie, dlatego latem przeniósł się do Nywy Winnica. W międzyczasie rozegrał jeden mecz w barwach farm-klubu Dnipra zespołu Metałurh Nowomoskowsk. Potem występował w klubach Krywbas Krzywy Róg, Zirka Kirowohrad i Polihraftechnika Oleksandria, po czym na początku 2001 ponownie wrócił do Wołyni, w jej składzie 2 maja 2004 strzelając 40 gol za klub. Grał również w farm-klubach Kowel-Wołyń Kowel oraz Ikwa Młynów, a w końcu 2006 zakończył karierę piłkarską.

## Kariera zawodowa
Po zakończeniu kariery piłkarskiej pracuje na stanowisku kierownika Centrum Sportu dla niepełnosprawnych w Łucku.

## Sukcesy i odznaczenia

### Sukcesy klubowe
- mistrz Wtoroj ligi ZSRR: 1988
- wicemistrz Wtoroj ligi ZSRR: 1989
- mistrz Pierwszej lihi Ukrainy: 2002
- brązowy medalista Pierwszej lihi Ukrainy: 2001

### Sukcesy indywidualne
- 7. miejsce w klasyfikacji strzelców Mistrzostw Ukrainy: 1993
- 7. miejsce w historii Wołyni Łuck w ilości strzelonych bramek: 42[5].